# Two Boats

Localização de Two Boats.

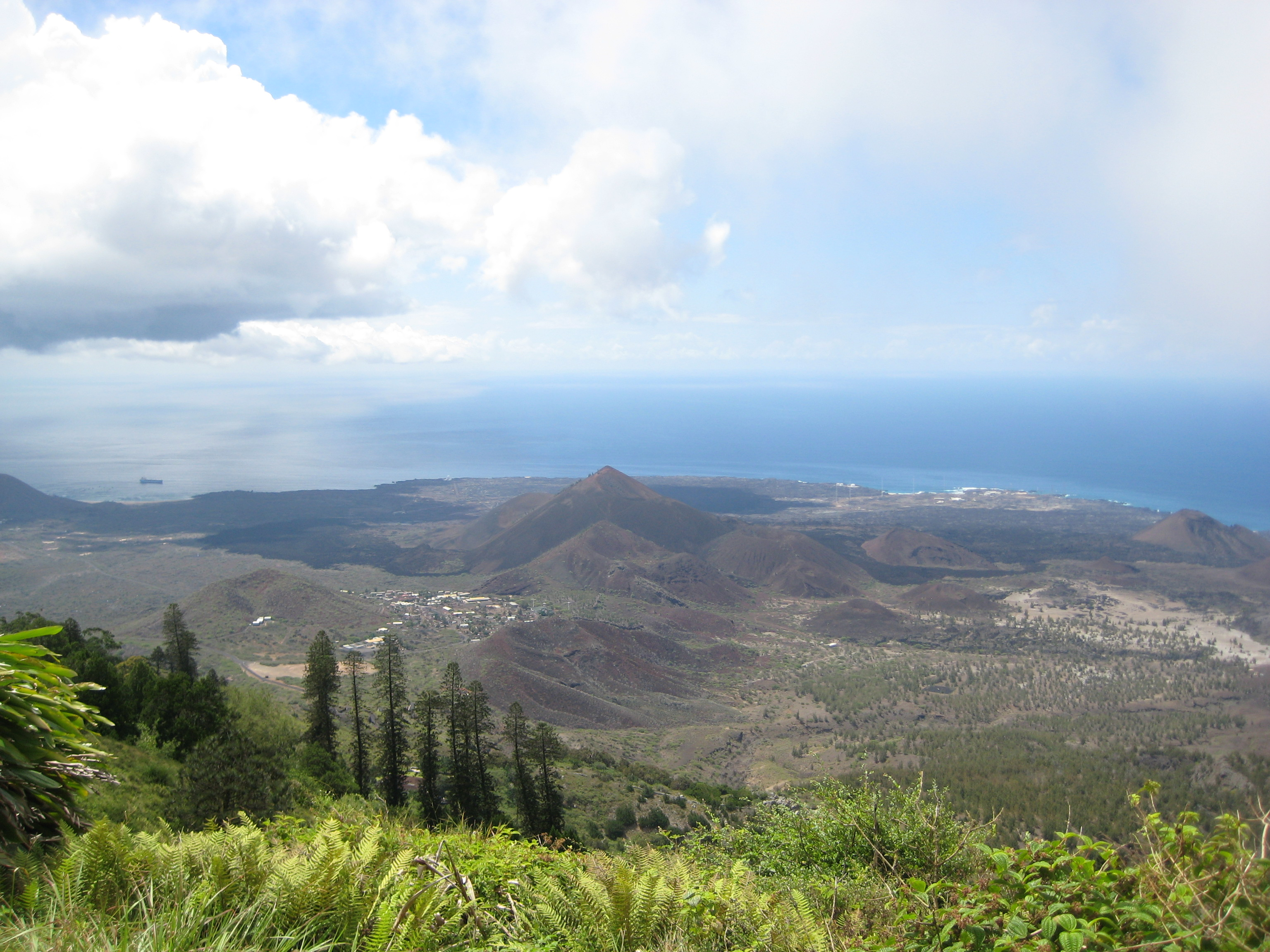
Vista de Two Boats, a partir da Montanha Verde.

Two Boats é uma vila situada na região central da ilha de Ascensão, localizada no Oceano Atlântico, a 3 quilômetros de Traveller's Hill (a base aérea da ilha) . Sua população, em 2008, alcança 120 moradores.
Possui um bar, uma piscina de água doce, uma escola (única existente em toda a ilha) e um parque infantil. A vila recebeu este nome por causa da instalação de 2 barcos para servir de sombra aos Royal Marines que transportavam água no século XIX.